# Holcocephala affinis
Holcocephala affinis là một loài ruồi trong họ Asilidae. Holcocephala affinis được Bellardi miêu tả năm 1861. Loài này phân bố ở vùng Tân nhiệt đới.